# IF Centern
IF Centern är en fotbollsklubb från Halmstad med Kärlekens IP som hemmaarena. 
Herrlaget kvalificerade sig 2024 för spel i division 3. Man säkrade även en kvalplats till Svenska cupen i och med en 5–0-vinst mot Böljan. 
Hemmastället är blåvitt medan bortastället är rosa, inspirerat av US Città di Palermo.
Peter Larsson och Kristoffer Fagercrantz har fostrats i IF Centern. Även Fredrik Ljungberg spelade i ett av ungdomslagen under en kort period.

## Historik
If Centern bildades den 5 augusti 1938, då kvartersklubbarna BK Slavia och BK Nissa upphörde. Föreningen hade sina hittills bästa år i början av 1950-talet, men även senare har det blivit ett antal seriesegrar, under årens lopp nio stycken. 
Första åren spelade laget på "Kärleksplanen", det vill säga Kvarnbacken, men eftersom bortalagen hade problem med nivåskillnaden, 2 meter mellan målen, började andra platser användas som hemmaplan. Det blev början till en lång resa mellan olika planer: Halmiaplanen, I 16 och Örjans Valls C-plan, som kom till enkom för Centern. Därefter åter till Kvarnbacken och sedan till Sannarp, där de blev kvar tills den egna anläggningen på Kärleken invigdes 1995. IF Centern var länge känt som "laget utan hemmaplan".